# Patrick (película de 2018)
 Patrick  es una película de comedia familiar británica de 2018 dirigida por Mandie Fletcher , escrita por Vanessa Davies , Mandie Fletcher y Paul de Vos y distribuida por Buena Vista International. La película se basa en la historia de una chica con una vida desastrosa que tiene que cuidar a un pug travieso que su abuela le dejó después de morir.

## Sinopsis
Sarah Francis es una profesora que tiene una vida desastrosa. Su abuela quien acaba de fallecer, le deja su perro de raza pug llamado Patrick para que ella lo cuide. Hay un problema: no se admiten mascotas en el edificio de apartamentos de Sarah. Sin embargo, no está sola, pues pronto se revela que su vecina Celia ha estado escondiendo su propia mascota en su apartamento por un tiempo. Al principio, Patrick, que está increíblemente mimado y desordena todo, no causa más que estrés a la pobre Sarah, aunque está claro que lo que necesitan es un poco de tiempo para conocerse mejor antes de que la vida de Sarah dé un vuelco a mejor.

## Reparto
- Beattie Edmondson como Sarah Francis
- Emily Atack como Becky
- Ed Skrein como el veterinario
- Tom Bennett como Ben
- Adrian Scarborough como Mr. Peters
- Jennifer Saunders como Maureen

## Lanzamiento
La película estaba originalmente programada para un lanzamiento el 24 de agosto de 2018, pero en noviembre de 2017 se adelantó al 29 de junio de 2018 en lugar del lanzamiento inicial en el Reino Unido, que se retrasó al 3 de agosto de 2018 para evitar competencia con la Copa Mundial de la FIFA 2018. 

### Medios domésticos
La película fue lanzada en DVD en el Reino Unido el 3 de noviembre de 2018 por Walt Disney Studios Home Entertainment bajo el sello Buena Vista Home Entertainment.

## Recepción de la crítica
En el sitio web del agregador de reseñas Rotten Tomatoes , Patrick tiene un índice de aprobación del 36% basado en 33 revisiones..